# Myosotis sicula
Myosotis sicula är en strävbladig växtart som beskrevs av Giovanni Gussone. Myosotis sicula ingår i släktet förgätmigejer, och familjen strävbladiga växter. Inga underarter finns listade i Catalogue of Life.